# Мозаїка Тесея
«Мозаїка Тесея» (нім. Theseusmosaik) — давньоримська підлогова мозаїка; створена у IV столітті. Зберігається у Колекції грецьких та римських старожитностей у Музеї історії мистецтв, Відень (інвен. номер II 20).
Знайдена у 1815 році на підлозі римської вілли у Лойгерфельдері біля м. Зальцбурга (Австрія). На мозаїці зображені сцени з легенд про героя давньогрецької міфології Тесея.
Згідно з давньогрецьким міфом, Аріадна, донька критського царя Міноса, закохалася у молодого Тесея, коли той приїхав з Афін, щоб вбити Мінотавра, чудовиська з людським тулубом і бичачою головою, та визволити афінських юнаків та дівчат, які щороку приносились йому у жертву. З допомогою Аріадни герою вдалося знищити монстра у лабіринті, з якого він вийшов по клубку з ниткою. Тесей пообіцяв одружитися з Аріандою, після чого вони відплили до Афін. Однак, Тесей потім покинув Аріадну на острові Наксос, де її забрав до себе закоханий в неї бог вина Діоніс. 
У центрі мозаїки знаходиться сцена, що зображує вбивство Тесеєм Мінотавра. Критський лабіринт своїми доріжками охоплює майже всю мозаїку великим орнаментом. Тесею безпечно вдається вибратися із лабіринту завдяки червоній нитці, яку йому дає Аріадна, що показає сцена ліворуч. У верхній частині мозаїки знаходиться сцена із прибуттям Тесея та Аріадни до Афін. Тесей, однак, забув замінити чорні вітрила, під якими плив корабель, білими в знак свого успіху. Батько Тесея Егей, побачивши чорні вітрила, подумав, що син загинув, і в розпачі кинувся в море, яке після цього стало зватись Егейським. Сцена праворуч зображує Аріадну у розпачі на о. Наксос.